# Sugajno
Sugajno – wieś w Polsce położona w województwie kujawsko-pomorskim, w powiecie brodnickim, w gminie Brzozie.

## Podział administracyjny
W latach 1975–1998 miejscowość administracyjnie należała do województwa toruńskiego.

## Demografia
Według Narodowego Spisu Powszechnego (III 2011 r.) liczyło 195 mieszkańców. Jest siódmą co do wielkości miejscowości gminy Brzozie.

## Historia
W 1605 r. wieś obejmowała 50 włók (około 839,8 ha), w tym szlacheckich 28 i 5 należących do sołtysa, 17 włók chłopskich czynszowych.